# Final Resolution (2012)
Pour les articles homonymes, voir Final Resolution.
L'édition 2012 de Final Resolution est une manifestation de catch professionnel télédiffusée et visible uniquement en paiement à la séance. L'événement, produit par la Total Nonstop Action Wrestling, se déroulera le 9 décembre 2012 au IMPACT! Zone, à Orlando (Floride) aux États-Unis. Il s'agit de la huitième édition de Final Resolution. Jeff Hardy, l'actuel Champion du Monde Poids Lourd de la TNA est en vedette de l'affiche promotionnelle (officielle).

## Contexte
Les spectacles de la Total Nonstop Action Wrestling en paiement à la séance sont constitués de matchs aux résultats prédéterminés par les scénaristes de la TNA. Ces rencontres sont justifiées par des storylines - une rivalité avec un catcheur, la plupart du temps - ou par des qualifications survenues dans les émissions de la TNA telles que Impact Wrestling et Xplosion. Tous les catcheurs possèdent un gimmick, c'est-à-dire qu'ils incarnent un personnage face (gentil) ou heel (méchant), qui évolue au fil des rencontres. Un pay-per-view comme Final Resolution est donc un évènement tournant pour les différentes storylines en cours.
.

## Tableau des matchs
| #                                                                | Match                                                                     | Stipulation                                                        | Durée |
| ---------------------------------------------------------------- | ------------------------------------------------------------------------- | ------------------------------------------------------------------ | ----- |
| 1                                                                | James Storm bat Kazarian                                                  | Match Simple                                                       | 06:09 |
| 2                                                                | Rob Van Dam (c) bat Kenny King                                            | Match Simple pour le Championnat X Division de la TNA.             | 09:22 |
| 3                                                                | Chavo Guerrero (c) & Hernandez (c) battent Matt Morgan & Joey Ryan par DQ | Match Simple pour le Championnat du Monde par Équipe de la TNA.    | 10:36 |
| 4                                                                | Austin Aries bat Bully Ray                                                | Match Simple.                                                      | 13:08 |
| 5                                                                | Tara (avec Jessie) (c) bat Mickie James                                   | Match Simple pour le Championnat du Monde des Knockouts de la TNA. | 07:53 |
| 6                                                                | Samoa Joe, Kurt Angle, Eric Bischoff & Wes Brisco battent Aces & Eights   | Match Simple.                                                      | 11:22 |
| 7                                                                | Christopher Daniels bat AJ Styles                                         | Match Simple.                                                      | 21:37 |
| 8                                                                | Jeff Hardy (c) bat Bobby Roode                                            | Match Simple pour le Championnat du Monde Poids-Lourds de la TNA.  | 23:00 |
| (c) désigne le(s) champion(s) défendant son titre dans le match. |                                                                           |                                                                    |       |